# The Last Dragon
The Last Dragon é um filme de artes marciais de 1985, produzido por Rupert Hitzig de Berry Gordy e dirigido por Michael Schultz. O filme é estrelado por Taimak, Vanity, Julius J. Carry III, Chris Murney, Keshia Knight Pulliam, e Faith Prince e teve coreografia de Lester Wilson e Leritz Lawrence.
Foi lançado nos cinemas pela TriStar Pictures em 22 de março de 1985. O filme foi uma fracasso de crítica, mas obteve um sucesso financeiro, e é considerado um clássico cult.

## Sinopse
Situada na cidade de Nova York, a trama segue um adolescente estudante de artes marciais chamado Leroy Green (muitas vezes referido como "Bruce Leroy", embora ele nunca chame a si mesmo assim) com sonhos de se tornar um grande artista marcial, como seu grande ídolo Bruce Lee. Leroy vai em uma busca para alcançar o mais alto nível de realização de artes marciais, conhecido como "O Nível Final". É dito que artistas marciais que chegam a este "Nível Final" possuem "A Aura", uma energia mística que só pode ser alcançada por um verdadeiro mestre das artes marciais. Quando as mãos de um lutador brilham, ele é um dos melhores do mundo e quando seu corpo inteiro brilha, ele é o maior mestre de artes marciais. Em sua jornada para se tornar o "Último Dragão" e obter o poder da "Aura", Leroy deve enfrentar vilões como uma gangue arcade do magnata Eddie Arkadian (Murney) e o grande vilão Sho'nuff , o Shogun do Harlem, de quem também deve proteger seu irmão mais novo Richie (Leo O'Brien) e seu interesse amoroso, a VJ Laura Charles (Vanity).

## Produção
The Last Dragon começou a ser produzido em locações na cidade de Nova York em 16 de abril de 1984. Foi o primeiro papel de Taimak, um faixa preta de 19 anos que aprendeu a atuar no set do filme. Julius John Carry III que interpreta o papel do Sho'nuff no filme, treinou em artes marciais única e exclusivamente para o filme. Billy Blanks foi considerado para o papel de Leroy Green, assim como Wesley Snipes, Mario Van Peebles ,Laurence Fishburne e até mesmo o vencedor de oscar Denzel Washington.

#### Recepção
Em 2002, um artigo do Journal of Asian American Studies aplaudiu o forte desenvolvimento do personagem herói negro, que subverte o estereótipo do  típico asiático em um filme de ação. O herói, enquanto aprende com um mestre asiático, aprende a usar sua força interna e aura para superar obstáculos.

## Elenco
- Taimak  como Leroy Green
- Vanity como Laura Charles
- Julius John Carry III como Sho'Nuff
- Leo O'Brien como Richie Green
- Faith Prince como Angela Viracco
- Christopher Murney  como Eddie Arcadian
- Chazz Palminteri  como Hood #2
- Keshia Knight Pulliam como Sophia Green
- Glen Eaton como Johnny Yu
- Thomas Ikeda como mestre de Leroy
- Jim Moody como Daddy Green
- Mike Starr como Rock
- Lisa Loving como Sho's Woman # 3
- Ernie Reyes Jr. como Tai
- Queen Esther Marrow como Mama Green
- Jamal Mason como Roy
- BJ Barie como Jackie
- William H. Macy como JJ
- Carl Anthony Payne II como garoto na pizzaria
- London Reyes como dançarina
- Jeffrey Dawson como segurança

A trilha sonora de O Último Dragão foi supervisionado pelo produtor executivo Berry Gordy, fundador da Motown Records. Lançado pela antiga gravadora Motown Records.
A trilha sonora apresenta o hit "Rhythm of the Night" de DeBarge, escrita por Diane Warren. A canção alcançou o topo das paradas, alcançando o top cinco da Billboard Hot 100 e 1° lugar na Billboard R&B Singles. A trilha também apresenta novas músicas de cantores como: Stevie Wonder, Smokey Robinson e a estrela do filme Vanity, bem como vários artistas da etiqueta Motown. A trilha sonora também inclui composições de Norman Whitfield, que deixou a Motown em 1975 e montou sua própria gravadora, voltando para a Motown no início dos anos 1980.

### Lista de faixas
| N.º            | Título                                                            | Compositor(es)                                                                | Intérpretes                 | Duração |  |
| 1.             | "The Last Dragon (Title song from Berry Gordy's The Last Dragon)" | Bruce Miller & Norman Whitfield                                               | Dwight David                | 7:26    |  |
| 2.             | "7th Heaven"                                                      | Vanity & Bill Wolfer                                                          | Vanity                      | 3:28    |  |
| 3.             | "Star"                                                            | Greg Crockett, Sharon Barnes & Gwen Gordy Fuqua                               | Alfie                       | 4:04    |  |
| 4.             | "Fire"                                                            | Charlene, Brian Wild & Nigel Wright                                           | Charlene                    | 3:10    |  |
| 5.             | "The Glow"                                                        | Willie Hutch                                                                  | Willie Hutch                | 3:22    |  |
| 6.             | "Rhythm of the Night"                                             | Diane Warren                                                                  | DeBarge                     | 3:47    |  |
| 7.             | "Upset Stomach"                                                   | Stevie Wonder                                                                 | Stevie Wonder               | 4:39    |  |
| 8.             | "First Time on A Ferris Wheel"                                    | Alonzo Lee, Shamar Daugherty, Christopher Bridges, Bobby Wilson, Arbie Wilson | Smokey Robinson & Syreeta   | 3:25    |  |
| 9.             | "Peeping Tom"                                                     | Harriet Schock & Misha Segal                                                  | Rockwell                    | 3:58    |  |
| 10.            | "Inside You"                                                      | Hutch                                                                         | Hutch feat. The Temptations | 4:32    |  |
| Duração total: | Duração total:                                                    | Duração total:                                                                | Duração total:              | 50:33   |  |